# Filistata tenerifensis
Filistata tenerifensis är en spindelart som beskrevs av Jörg Wunderlich 1992. Filistata tenerifensis ingår i släktet Filistata och familjen Filistatidae.
Artens utbredningsområde är Kanarieöarna. Inga underarter finns listade i Catalogue of Life.